# Ardonea cubitalis
Ardonea cubitalis là một loài bướm đêm thuộc phân họ Arctiinae, họ Erebidae.